# Færgeforbindelsen Horten-Moss
Færgeforbindelsen Horten-Moss, også kendt som Bastøfærgen (norsk: Bastøferga), er en færgeforbindelse over Oslofjorden mellem Horten i Vestfold og Moss i Østfold. Strækningen drives af BastøFosen med færgerne Bastø I, Bastø II, Bastø III, Bastø IV, Bastø V, Bastø VI, Bastø Electric, og reservefærgen Bastø VIII. Bastø VI sejler autonomt.